# Desa Jayamukti (administrativ by i Indonesien, lat -6,26, long 107,65)
Desa Jayamukti är en administrativ by i Indonesien.   Den ligger i provinsen Jawa Barat, i den västra delen av landet, 90 km öster om huvudstaden Jakarta.